# Рабат
Раба́т (араб. الرباط‎ — Ар-Рибат) — столица Марокко, её культурный и индустриальный центр. Непосредственно к Рабату примыкает город Сале, отделённый от него рекой Бу-Регрег и составляющий вместе с ним столичную агломерацию. 
Рабат — один из четырёх имперских городов (исторических столиц) Марокко, а здешняя Медина занесена в список Всемирного наследия. Столица Марокко заняла второе место по версии CNN в списке «Лучших туристических направлений 2013 года».
В сентябре 2021 года мэром столицы страны впервые в истории была избрана женщина — 52-летняя Асма Рхлалу, журналистка и политик, представительница партии Национальное объединение независимых.

## Этимология
Город был основан в XII веке как укреплённое поселение для борьбы с иноземцами и первоначально назывался Рибат-эль-Фатх, где арабское рибат означает «укреплённый военный лагерь», «пограничный военный пост», а фатх — «победа», то есть «лагерь победы». Это звание город получил в 1170 году благодаря своей военной значимости. В современном употреблении, однако, название сохранило лишь часть, определяющую суть объекта — Рабат (в правильном арабском произношении — Рибат).

## География
Рабат — город-порт, расположенный у Атлантического побережья, вдоль устья реки Бу-Регрег у подножья Атласских гор. В 90 км к юго-западу расположен крупнейший город и порт страны — Касабланка.

### Климат
Климат Рабата — средиземноморский. Вместе с тем, холодное Канарское течение значительно снижает летнюю температуру, и хотя она может превышать 40 °C и более в тени в летние месяцы, такое возможно только при сильном вторжении горячих воздушных масс из Сахары, обычные дневные летние температуры колеблются вблизи 25—28 °C, ночи прохладнее. Наиболее тёплым месяцем является обычно август, средняя температура которого составляет 22 °C, что гораздо ниже большинства городов со средиземноморским климатом. Ровный климат делает Рабат одним из наиболее комфортных городов мира — температура в городе в течение года очень редко выходит за границы комфортных значений.
Зима обычно мягкая, но в среднем 1—2 ночи за зиму бывают заморозки. Снег выпадает очень редко, но также возможен. Средняя температура января составляет около 12 °C, таким образом, межсезонные колебания в городе составляют всего около 10 °C. Все осадки выпадают в зимние месяцы, летом осадки бывают очень редко.
| Показатель                    | Янв. | Фев. | Март | Апр. | Май  | Июнь | Июль | Авг. | Сен. | Окт. | Нояб. | Дек. | Год  |
| ----------------------------- | ---- | ---- | ---- | ---- | ---- | ---- | ---- | ---- | ---- | ---- | ----- | ---- | ---- |
| Абсолютный максимум, °C       | 27,0 | 31,0 | 32,6 | 35,6 | 39,8 | 43,7 | 45,6 | 45,8 | 42,3 | 36,3 | 35,1  | 28,3 | 45,6 |
| Средний суточный максимум, °C | 17,2 | 17,7 | 19,2 | 20,0 | 22,1 | 24,1 | 26,8 | 27,1 | 26,4 | 24,0 | 20,6  | 17,7 | 21,9 |
| Средняя температура, °C       | 12,6 | 13,1 | 14,2 | 15,2 | 17,4 | 19,8 | 22,2 | 22,4 | 21,5 | 19,0 | 15,9  | 13,2 | 17,2 |
| Средний суточный минимум, °C  | 8,0  | 8,6  | 9,2  | 10,4 | 12,7 | 15,4 | 17,6 | 17,7 | 16,7 | 14,1 | 11,1  | 8,7  | 12,5 |
| Абсолютный минимум, °C        | −3,2 | −2,6 | −1   | 3,8  | 5,3  | 10   | 11,6 | 13,0 | 10,0 | 7,0  | −0,6  | 0,9  | −3,2 |
| Норма осадков, мм             | 77   | 74   | 61   | 62   | 25   | 7    | 1    | 1    | 6    | 44   | 97    | 101  | 555  |
| Температура воды, °C          | 16   | 16   | 18   | 19   | 22   | 25   | 26   | 27   | 24   | 21   | 18    | 17   | 20,8 |
| Источник:                     |      |      |      |      |      |      |      |      |      |      |       |      |      |

## История
С III века до н. э. на берегу реки Бу-Регрег существовало пуническое поселение Шелла, основным занятием которого была торговля с Карфагеном. В 40 году римляне превратили его в город Сала Колония. Около 250 года город отошёл к берберам. В 1146 году в ходе завоевания Альмохадами атлантического побережья Марокко Абд аль-Мумин построил тут крепость, которую он использовал для нападения на Андалусию. Современное название города было впервые зафиксировано в 1170 году в форме «Рибат-эль-Фатх», что значит «победоносный».
Наибольшего расцвета Рабат достиг при внуке Абд аль-Мумина, Якубе аль-Мансуре (1184—1199), который перенёс столицу государства Альмохадов из Марракеша в Рабат. Он построил в городе множество сооружений, включая крепость Касба Удайя, а также начал строительство мечети, которая должна была стать крупнейшей в мире. Минарет её должен был достичь высоты 86 м, но был к моменту смерти Якуба достроен лишь до 44 м, после чего строительство прекратилось. Недостроенный минарет имеет много общего с такими постройками той эпохи, как Хиральда в Севилье и Кутубия в Марракеше.
После смерти Якуба начался период упадка Рабата. Государство Альмохадов потеряло свои территории в Испании и в большей части Северной Африки, что в конце концов привело к его краху. В XIII веке всё Марокко перешло под власть династии Маринидов, и экономическая мощь Рабата переместилась в столицу Маринидов Фес. В 1515 году путешественник Аль-Вассан сообщал, что во всём Рабате осталось лишь сто жилых домов. Возрождение Рабата связано с изгнанием морисков из Испании. Многие мориски осели в Рабате и способствовали его экономическому росту.
В 1627 году Рабат и соседний город Сале объединились в Бу-Регрегскую республику. Во главе республики стояли берберские пираты, использовавшие эти города как порты для нападения на суда. Пираты не сталкивались ни с какой центральной властью до 1666 года, когда Марокко было объединено под властью династии Алауитов. Попытки Алауитов подчинить Бу-Регрегскую республику оказались неудачными, и последняя просуществовала до 1818 года. Даже после гибели республики пираты хозяйничали в гавани Рабата, что привело к обстрелу города австрийским флотом вслед за потерей австрийского корабля в результате пиратского нападения.
В 1912 году по Фесскому договору Франция установила протекторат над Марокко. Глава французской администрации в Марокко, Юбер Лиоте, перенёс столицу из Феса в Рабат. Одной из причин этого решения были восстания берберов, угрожавшие Фесу и делавшие пребывание там правительства опасным. Султан Мулай Юсуф согласился с этим решением и переехал в Рабат. В 1913 году Лиоте поручил Анри Просту устройство Виль-Нувель, современного квартала Рабата, в котором должны были расположиться административные здания.
После Второй мировой войны Соединенные Штаты установили военное присутствие в Рабате на бывшей французской авиабазе. После провозглашения независимости Марокко в 1956 году правительство короля Мухаммеда V хотело, чтобы ВВС США покинули базы в Марокко, настаивая на этом после американской интервенции в Ливане в 1958 году. Соединенные Штаты согласились покинуть страну с декабря 1959 года, а к 1963 году полностью вышли из Марокко. Король оставил Рабат столицей.

## Административное деление
Префектура делится административно на следующие части:
| Название                        | Географический код | Тип           | Домохозяйств | Население (2014) | Иностранное население | Марокканское население | Примечания |
| ------------------------------- | ------------------ | ------------- | ------------ | ---------------- | --------------------- | ---------------------- | ---------- |
| Агдаль Рияд                     | 421.01.01.         | район         | 22,399       | 77,257           | 4,572                 | 72,685                 |            |
| Эль-Юсуфия                      | 421.01.03.         | район         | 42,312       | 170,561          | 2,858                 | 167,703                |            |
| Хасан                           | 421.01.05.         | район         | 32,848       | 108,179          | 2,151                 | 106,025                |            |
| Суиси                           | 421.01.06.         | район         | 5,924        | 23,366           | 1,203                 | 22,163                 |            |
| Туагра                          | 421.01.07.         | муниципалитет | 812          | 3,932            | 8                     | 3,924                  |            |
| Якуб аль-Мансур (يعقوب المنصور) | 421.01.09.         | район         | 47,375       | 194,532          | 2,099                 | 192,433                |            |

## Транспорт
- Современный трамвай Рабата и Сале

## Достопримечательности
Памятники Рабата, причём не только средневековые, но и планировка нового города (середина XX века), с 2012 года состоят в списке ЮНЕСКО «Всемирное наследие».
- Королевский дворец Рабата[фр.]
- Мавзолей Мухаммеда V[фр.]
- Проспект Мухаммеда V (застроен французскими архитекторами во времена протектората):
  - Почтамт
  - Парламент
  - Банк Аль-Магриб
- Касба Удайя
  - Андалузский сад
  - Смотровая площадка
  - Ворота Баб Эль-Кебир
- Сад Нуза Ассан
- Маяк Рабата

- Смена караула у мавзолея Мухаммеда пятого
- Минарет Хасана
- Крепость Касба Удайя.
- Улица крепости Касба Удайя
- Андалузский сад
- Руины крепости Шелла
- Вход в королевский дворец
- Королевская резиденция в Рабате
- Улица новой части города

### Музеи города
В Рабате расположен целый ряд музеев:
- Музей марокканского искусства «Удая» основан в 1915 году. У входа в музей выставлены пушки, захваченные марокканскими корсарами в XVII—XVIII вв. В одном из помещений музея воспроизведён традиционный интерьер жилища знатной марокканской семьи, в других — представлены коллекция традиционных женских украшений работы андалузских и марокканских мастеров, коллекция старинного оружия, образцы национальной марокканской одежды, народных музыкальных инструментов, гончарные изделия, керамика, демонстрируются ковры XVIII—XIX вв., сотканные в разных районах Марокко. В одном из залов музея представлены арабские манускрипты, древние списки Корана
- Национальный музей ремёсел демонстрирует современное искусство марокканских умельцев
- Музей древностей
- Музей народного искусства
- Археологический музей Рабата[англ.]
- Крепость Шелла с некрополем XIV века династии Маринидов

### Религиозные сооружения
- Минарет Хасана (1199) — должен был стать самым высоким зданием исламского мира
- Собор Святого Петра (Рабат)[фр.] (1921, 1930) — кафедральный собор католической архиепархии Рабата
- церковь Воскресения Христова (1932, фресковая живопись 2011 года), старейшая русская церковь континента
- Мечеть Ас-Сунна на пр. Мухаммеда V

## Образование
- Рабатский университет Мохаммеда V
- Национальный институт статистики и прикладной экономики
- Национальная школа архитектуры

## Города-побратимы
- Амман, Иордания (1986)
- Афины, Греция
- Багдад, Ирак
- Браззавиль, Республика Конго[18]
- Бурса, Турция
- Вифлеем, Государство Палестина[19]
- Гонолулу, США (19 июля 2006)[20]
- Гонолулу, США (19 июля 2006)[20]
- Дамаск, Сирия
- Каир, Египет
- Лас-Пальмас, Испания
- Лиссабон, Португалия
- Мадрид, Испания[21]
- Наблус, Государство Палестина
- Санто-Доминго, Доминиканская Республика
- Севилья, Испания[22]
- Стамбул, Турция
- Стокгольм, Швеция
- Тунис, Тунис[23]